# Давидсон Венсан
Давидсон Венсан (фр. Davidson Vincent; 5. септембар 2001) хаићански је пливач чија специјалност су спринтерске трке делфин стилом. 

## Спортска каријера
На међународној сцени у конкуренцији сениора дебитовао је на светском првенству у малим базенима у кинеском Хангџоуу 2018. где је учествовао у квалификационим тркама на 50 и 100 метара делфин стилом (72. и 62. место).
На светским првенствима у великим базенима дебитовао је у корејском Квангџуу 2019. где је пливао у квалификацијама трке на 100 делфин које је окончао на 69. месту уз лични рекорд од 58,91 секунде. 